# Гоуленд, Гибсон
Ги́бсон Го́уленд (англ. Gibson Gowland, 4 января 1877 — 9 сентября 1951) — американский актёр английского происхождения.

## Биография
Гибсон Гоуленд родился в городе Спеннимур, графство Дарем, на северо-востоке Англии, некоторые источники иногда указывают местом его рождения город Ньюкасл.
Начинал свою трудовую деятельность матросом, позже дослужившись до помощника капитана. В двадцатипятилетнем возрасте стал охотником на крупную дичь в Южной Африке. Организовал театральную труппу в Йоханнесбурге и сам принимал участие в её постановках в качестве актёра.
В 1913 году, минуя Канаду, попал в Соединённые Штаты — там женился на Беатрис Бёрд, такой же как и он британской уроженке и вместе с супругой переехал в Голливуд, где начал сниматься в эпизодических ролях злодеев, в том числе и в знаменитой ленте Дэвида Гриффита «Рождение нации».
Наиболее известен по своей единственной «звёздной» роли стоматолога Мактига в классическом немом фильме «Алчность» Эриха фон Штрогейма, ещё раньше снявшего Гоуленда в своём фильме «Слепые мужья» (1919).
После двух разводов, Гибсон Гоуленд вернулся в Англию в 1944 году. Умер в Лондоне в возрасте 74 лет, похоронен в колумбарии лондонского крематория Голдерс-Грин.
Сын от первого брака — известный американский гламурный фотограф и актёр Питер Гоуленд (1916—2010).

## Избранная фильмография
- 1915 — Рождение нации / The Birth of a Nation — эпизодическая роль
- 1916 — Макбет / Macbeth — эпизодическая роль
- 1919 — Слепые мужья / Blind Husbands — Зепп
- 1924 — Алчность / Greed — Мак-Тиг
- 1925 — Призрак оперы / The Phantom of the Opera — Саймон
- 1925 — Жена прерии / The Prairie Wife — Олли
- 1926 — Дон Жуан / Don Juan — римлянин
- 1927 — Ночь любви / The Night of Love — бандит
- 1927 — Восход солнца / Sunrise — водитель
- 1929 — Таинственный остров / The Mysterious Island — Дмитрий, механик подводной лодки
- 1934 — Частная жизнь Дон Жуана / The Private Life of Don Juan — Дон Алфредо
- 1935 — Тайна Мари Селест / The Mystery of the Marie Celeste — Энди
- 1940 — Проход на северо-запад / Northwest Passage — Макферсон
- 1940 — Обречённый умирать / Doomed to Die — доктор
- 1940 — Обезьяна / The Ape — дружинник
- 1941 — Человек-волк / The Wolf Man — сельский житель
- 1941 — Как зелена была моя долина / How Green Was My Valley — эпизодическая роль
- 1942 — Манхеттенские рассказы / Tales of Manhattan — эпизодическая роль
- 1943 — Человеческая комедия / The Human Comedy — соглядатай
- 1943 — Парень по имени Джо / A Guy Named Joe — бармен
- 1944 — Идти своим путём / Going My Way — прихожанин
- 1944 — Газовый свет / Gaslight — прислуга
- 1944 — Вильсон / Wilson — сенатор
- 1945 — Портрет Дориана Грея / The Picture of Dorian Gray — Гибсон
- 1945 — Китти / Kitty — тюремный надзиратель